# Dulux
DULUX — международный лакокрасочный бренд, принадлежащий концерну AkzoNobel. Под этой маркой с начала тридцатых годов XX века выпускается лакокрасочная продукция премиум класса.

## Интересный факт
Краски компании продаются более чем в 120 странах мира. В разных странах краска продается под различными названиями (например, Levis в Бельгии, DULUX Valentine во Франции, Flexa в Нидерландах, Bruguer в Испании). Но бренд всегда легко можно узнать по похожему логотипу и единому стилю в оформлении упаковки.

## История
Марка Dulux родилась в недрах британского концерна ICI, который с 1926 года занимался производством химии, взрывчатых веществ и красителей. Изначально подразделение ICI Paints производило только мебельный лак Dulite. Чуть позже был налажен выпуск отделочных красок Spring и LoGloss. В семидесятых годах в ассортимент компании были введены краски на масляной основе. Краски DULUX продаются более чем в 120 странах мира.
Dulux — известный международный бренд, принадлежащий компании AkzoNobel (в прошлом — Imperial Chemical Industries). Датой рождения бренда можно считать 1932 г., когда Imperial Chemical Industries совместно с DuPont выпустили на рынок первую высококачественную глянцевую краску Dulux для профессионалов. Название Dulux — производное от DuPont и Luxury (предмет роскоши, премиум-класс). С тех пор марка Dulux и «качество» стали синонимами.
Сначала Dulux покупали исключительно дизайнеры интерьеров и их поставщики, поэтому когда в 50-х он переходит в розничный сегмент, он продвигается под слоганом «Скажи Dulux своему дизайнеру». В 1962 г. у бренда появляется «лицо» — породистый пес, Староанглийская овчарка (Бобтейл). Реклама стала настолько популярной, что эту породу стали называть собакой Dulux. У пса есть личная серебряная миска и зарплата в виде годового продовольственного обеспечения, которое позволяет ему поддерживать свой безупречный внешний вид, необходимый для участия в шоу «Morecamble & Wise».
В девяностых, изучив международные вкусы, Dulux выводит на рынок новые линейки: «Heritage», «Inspirations» и «Natural Hints». Продукция «Heritage», оживляя краски прошлого, используется в музеях, картинных галереях, старинных домах и зданиях национального архитектурного наследия.
Бренд Dulux постоянно расширяется и совершенствуется. В 1996 г. в торговых точках появляется уникальная система «Colour Palette», которая позволяет смешивать разные цвета красок Dulux для достижения желаемого оттенка. В 1998 г. на рынок выходит новая линейка Dulux «Special Effects» с эффектами «металлик» и «дерево». В 1999 г. в коллекции Dulux появляется специальная серия красок «KidZone», разработанная специально для детских комнат. В 2000 г. выводится новая линейка «Discovery», в которую входят три различные коллекции: «Discovery Urban», «Discovery African» и «Discovery Oriental».
В 2001 г. Dulux запускает новую линейку Nature’s Touch c различными текстурами, которые имитируют эффекты, обычно возникающие под влиянием внешней среды, например, эффект потертости. В 2002 г. специально для женщин Dulux выпускает инновационную упаковку «EasyCan». Она содержит подставку для кисти и салфетку. Благодаря удобной форме банку легко держать в руке. В 2003 г. запускается новая линейка «Dulux Realife», с широким выбором ультра прочных и долговечных красок, созданных с использованием алмазной технологии «Dulux Diamond Technology», а также серия «Dulux Editions», в которой представлены современные полуматовые лаки для дерева и металла, а также матовые покрытия для стен и потолков. Все цвета коллекции хорошо сочетаются друг с другом, позволяя покупателю экспериментировать с оттенками и быть уверенным в результате.
В 2008 г. концерн AkzoNobel приобрела компанию Imperial Chemical Industries, и с этого момента бренд Dulux принадлежит концерну AkzoNobel.
В 2011 году концерн AkzoNobel вывел на рынок инновационную систему колеровки Acomix, которая полностью объединяет колеровку всей продукции после интеграции AkzoNobel и ICI.

## Проект Let’s Colour
Проект «Let’s Colour» стартовал 10 марта 2010 года и уже принес яркие краски в города Бразилии, Франции, Великобритании, Индии. Это глобальное движение, призванное добавить ярких красок серому будничному облику школ, улиц, домов и площадей. Каждый житель может принять участие в преображении своего родного города. Впервые акция была проведена в Рио-де-Жанейро на улицах района Лапа, где были раскрашены несколько домов и вестибюль отеля. Теперь свежие краски радуют не только жителей района, но и многочисленных туристов на знаменитой лестнице Лапа.
Затем в Лондоне в районе Тауэр-Хэмлетс начальная школа «Виргиния» была одета в яркие цвета родителями, учениками и учителями . Радостное воодушевление от новых интерьеров почувствовали все, но особенно — маленькие участники, которые помогали запечатлеть событие.
Также в рамках проекта были преображены площадь, школа и главная улица в Джодпуре (Раджастан, Индия). Этому известному «синему городу» добавили немного голубой, пурпурной и розовой краски, и теперь его палитра стала более разнообразной.
Российские города тоже не остались в стороне. В России краска впервые появилась в 1923 году. Невзрачные фасады дома 19 на Большом Сергиевском переулке и зданий на Сухаревской площади (Москва) с краской Dulux заиграли разноцветными сюжетами, подарив горожанам вдохновение проявить свои художественные способности на конкурсе рисунков! Прохожим, завернувшим со Сретенки в Даев переулок, повезло вдвойне: каждый мог нарисовать любую картину любимыми красками прямо на улице!.
Проект продолжает путешествовать по миру. Акции уже прошли во Франции, Польше, Испании, Венгрии, Дании, Ирландии, Нидерландах, Турции, Китае, Южной Африке.

## Ежегодный альбом актуальных цветов Colour Futures
Ежегодно Dulux определяет моду в интерьерах, издавая альбом актуальных цветов. В альбоме описывается основной цвет наступающего года и главные тенденции в использовании цветов. Актуальные тренды в цвете определяются на основе мнений ведущих независимых экспертов в области дизайна, архитектуры и моды со всего мира. Представленные прогнозы призваны служить источником вдохновения для потребителей..

## История собаки Dulux
С 1953 года Dulux начинает продаваться в розничной сети и очень быстро выходит в лидеры. Десять лет спустя в рекламе Dulux появляется белый пушистый Бобтейл как символ семейных ценностей. В то время эта порода не была очень распространённой, но под влиянием рекламы Dulux стала весьма популярной: щенки Бобтейла часто продавались, как щенки Dulux.
Жизнь Dulux резко изменилась в тот момент, когда в 1961 году режиссёр телевизионного рекламного ролика Dulux решил, что скучную картинку необходимо разнообразить чем-то живым, и представил миру огромную дружелюбную лохматую собаку. Это решение вдохновило бренд.
После первого появления собаки Dulux на экране в 1962 г. многие начали использовать детей и животных в своих рекламных роликах, но никто из них не смог продержаться так долго, как собака Dulux.
Согласно опросу одного из маркетинговых журналов у 74 % телезрителей Бобтейл четко ассоциировался с маркой Dulux, а узнаваемость бренда выросла на 7 % по сравнению с прошлым годом.
Собака стала частью послания Dulux. Её образ был успешно интегрирован в рекламу на местах продаж и другие рекламные носители, она лично появлялась в разных странах. Рекламная кампания проходила под слоганом: «Dulux — лучший друг Вашего дома!»
Коллеги гениального режиссёра считали, что это была интуитивная прозорливость в выборе огромной, привлекательной, дружелюбной собаки, которую полюбила нация. Совершенно случайно этот пес стал общепризнанным символом бренда. И до сих пор он играет важную роль в продвижении Dulux.

### Дэш
Первой собакой Dulux был Бобтейл по кличке Дэш, принадлежавший Миссис Шейп Энфилд. Этот пес не только отлично справлялся с телевизионными съёмками, но также выдерживал многочасовые фотосессии, и лично присутствовал там, где это было необходимо. Программа его появлений была частью жизни собаки Dulux.
В то время порода Староанглийских овчарок была редкостью. Но после первого появления Бобтейла на телевидении в компанию ICI хлынул поток писем с вопросами, как называется эта порода. А одна женщина даже спросила, сколько она должна купить банок краски, чтобы выиграть такую собаку.
И хотя Бобтейл стал прочно ассоциироваться с маркой Dulux, это вызывало некоторые опасения. Компания боялась, что успех собаки может затмить продукт, ведь после такой рекламной кампании легче продать Бобтейлов, чем краску Dulux. Но правильное поведение Староанглийской овчарки позволило избежать этих проблем, собака всегда была лишь второстепенным элементом.
«Дэш был красивым, но не очень ярким», — вспоминает Барбара Вудхаус в своей биографии, та самая Барбара, которая тренировала собаку Dulux. «Чтобы подстраховать Дэш, мы дрессировали ещё трёх Бобтейлов. Все они должны были соответствовать Дэш». Барбара также вспоминает, что Староанглийских овчарок трудно было содержать в чистоте. «Их морда всегда была вымазана в земле, а во время дождя Бобтейлов приходилось обувать и одевать в водонепроницаемую одежду. Вот она — цена за то, чтобы быть белым».

### Дюк
Следующий собакой Барбары был Дюк (Герцог). К тому времени работа собаки Dulux была, вероятно, самой престижной в собачьем мире. Соответственно, он был выбран после посещения «Cruft’s Show». Она говорит о нём так: « У меня была особая связь с Герцогом. Он был замечательным актером. Однажды я не смогла присутствовать на занятиях с ним и записала на пленку все инструкции. В итоге он выполнил их безукоризненно».
Герцог жил в Стэйнс. Его владелец Дон Роул как-то заметил, что Герцог любил внимание и камеру, при этом он ненавидел аплодисменты, из-за которых у него болели уши.
Как у многих актёров, его частная жизнь не была безупречной. У Герцога была страсть к эксцентричной еде. Список его вкусовых предпочтений помимо обычной собачей еды также включал ковёр, штаны и носки с бельевой верёвки, а также чужие ботинки. Он часто «орошал» калитку, но несмотря на все свои проделки, был любимцем фотографов, которые обычно не любили работать с животными.
Герцог «правил» до 1986 года и умер в 1990. По человеческим меркам он прожил 105 лет. Его заменили две «девушки» — Таня и Пикл.

### Пикл и Таня — первые девушки в семействе Dulux
В родословной Пикл написано, что она родилась 10 июня 1983 года в Бромли. Её владельцами были Джон Беккер и Галл Диас. «Мы назвали её так за её поведение» -, объясняет Галл. Полное имя в родословной — Dreamweaver Lorien’s Lament, она правнучка Диги. У Пикл была сестра, которую звали Онион.
Умная, терпеливая, добрая с детьми Пикл выиграла много призов на открытых чемпионатах, стала лучшей в 1985 на показе «Thanet», а также на четырёх показах «Cruft’s».
Её карьера развивалась успешно, Пикл была выбрана собакой Dulux в мае 1986. Премьера её первого рекламного ролика «Сливочный сыр» (эмульсионная краска) состоялась в 1986 году. В съёмках она участвовала целых пять лет, параллельно появляляясь в общественных программах, на городских событиях и театральных представлениях.
Таня родилась 23 января 1984 года в Хай Викомб. Её владельцами были Эдвард и Джулия Брей.
Согласно родословной Таня — Jedforest Magic Flute (Волшебная флейта). Таня была «принята на должность» собаки Dulux после успешного «прослушивания» в июне 1986 года. Она снялась в роликах «Добавь краски в свой мир», «Атласное дерево» и «Лучшая краска» в Малверн Хиллс.
Эта собака была партнёром Lady Porter в ролике, который рекламировал устройство по устранению собачьих фекалий. Таня была гостьей на «SkyTV», «Radio Oxford» в Уэзершилд. Она также снялась в роликах «Brilliant White» («Ослепительный белый») и «Options» («Выбор»). Этот Бобтейл был представлен старшей дочери английского монарха на фабрике ICI Dulux. Таня, как и другие собаки Dulux, много работала во время личных визитов.